# العلاقات الجيبوتية الهندوراسية
العلاقات الجيبوتية الهندوراسية هي العلاقات الثنائية التي تجمع بين جيبوتي وهندوراس.

## مقارنة بين البلدين
هذه مقارنة عامة ومرجعية للدولتين:
| وجه المقارنة                                              | جيبوتي                    | هندوراس          |
| --------------------------------------------------------- | ------------------------- | ---------------- |
| المساحة (كم2)                                             | 23.20 ألف                 | 112.49 ألف       |
| عدد السكان (نسمة)                                         | 956.99 ألف                | 9.27 مليون       |
| الكثافة السكانية (ن./كم²)                                 | 41.25                     | 82.41            |
| العاصمة                                                   | جيبوتي                    | تيغوسيغالبا      |
| اللغة الرسمية                                             | لغة فرنسية، اللغة العربية | اللغة الإسبانية  |
| العملة                                                    | فرنك جيبوتي               | لمبيرة هندوراسية |
| الناتج المحلي الإجمالي (بليون دولار)                      | 1.84 مليار                | 22.98 مليار      |
| الناتج المحلي الإجمالي (تعادل القوة الشرائية) بليون دولار | 3.10 مليار                | 41.14 مليار      |
| الناتج المحلي الإجمالي الاسمي للفرد دولار أمريكي          | 1.95 ألف                  | 2.53 ألف         |
| الناتج المحلي الإجمالي للفرد دولار أمريكي                 | 3.27 ألف                  | 4.91 ألف         |
| مؤشر التنمية البشرية                                      | 0.470                     | 0.606            |
| رمز المكالمات الدولي                                      | +253                      | +504             |
| رمز الإنترنت                                              | .dj                       | .hn              |
| المنطقة الزمنية                                           | ت ع م+03:00               | 00               |

## منظمات دولية مشتركة
يشترك البلدان في عضوية مجموعة من المنظمات الدولية، منها:
| علم المنظمة | اسم المنظمة                        | تاريخ انضمام جيبوتي | تاريخ انضمام هندوراس |
| ----------- | ---------------------------------- | ------------------- | -------------------- |
|             | مؤسسة التنمية الدولية              | 1 أكتوبر 1980       | 23 ديسمبر 1960       |
|             | يونسكو                             | 31 أغسطس 1989       | 16 ديسمبر 1947       |
|             | وكالة ضمان الاستثمار متعدد الأطراف | 12 يناير 2007       | 30 يونيو 1992        |
|             | الأمم المتحدة                      | 20 سبتمبر 1977      | 17 ديسمبر 1945       |
|             | الاتحاد البريدي العالمي            | ?                   | ?                    |
|             | البنك الدولي للإنشاء والتعمير      | 1 أكتوبر 1980       | 27 ديسمبر 1945       |
|             | الاتحاد الدولي للاتصالات           | 22 نوفمبر 1977      | 27 أكتوبر 1925       |
|             | منظمة حظر الأسلحة الكيميائية       | ?                   | ?                    |
|             | مؤسسة التمويل الدولية              | 1 أكتوبر 1980       | 20 يوليو 1956        |
|             | منظمة التجارة العالمية             | ?                   | ?                    |
|             | منظمة الشرطة الجنائية الدولية      | ?                   | ?                    |

## وصلات خارجية
- موقع وزارة الخارجية الهندوراسية